# Liste der Ständeräte des Kantons Glarus
Diese Liste zeigt alle Mitglieder des Ständerates aus dem Kanton Glarus seit der Gründung des Bundesstaates im Jahr 1848 bis heute.

## Parteiabkürzungen
- CVP: Christlichdemokratische Volkspartei
- DP: Demokratische Partei
- FDP: Freisinnig-Demokratische Partei, seit 2009 FDP.Die Liberalen
- Grüne: Grüne Schweiz
- SVP: Schweizerische Volkspartei

## Ständeräte
| Name                | Partei/Fraktion | Amtszeit            | Geboren | Gestorben |
| ------------------- | --------------- | ------------------- | ------- | --------- |
| Eduard Blumer       | DP              | 1877–1888           | 1848    | 1925      |
| Johann Jakob Blumer | Liberale        | 1848–1872 1873–1874 | 1819    | 1875      |
| Leonhard Blumer     | DP              | 1893–1905           | 1844    | 1905      |
| Pankraz Freitag     | FDP             | 2008–2013           | 1952    | 2013      |
| Edwin Hauser        | DP              | 1921–1938           | 1864    | 1949      |
| Gottfried Heer      | DP              | 1906–1914           | 1843    | 1921      |
| Heinrich Heer       | DP              | 1953–1968           | 1900    | 1968      |
| Melchior Hefti      | DP              | 1938–1953           | 1879    | 1965      |
| Peter Hefti         | FDP             | 1968–1990           | 1922    | 2012      |
| Thomas Hefti        | FDP             | 2014–2023           | 1959    |           |
| Werner Hösli        | SVP             | 2014–2019           | 1961    |           |
| Peter Jenny         | Liberale        | 1875–1877           | 1824    | 1879      |
| This Jenny          | SVP             | 1998–2014           | 1952    | 2014      |
| David Legler        | DP              | 1914–1920           | 1849    | 1920      |
| Hans Meier-Ott      | CVP             | 1978–1990           | 1920    | 2008      |
| Charles Mercier     | Liberale        | 1888–1889           | 1844    | 1889      |
| Joachim Mercier     | FDP             | 1936–1946           | 1878    | 1946      |
| Philippe Mercier    | FDP             | 1907–1936           | 1872    | 1936      |
| Benjamin Mühlemann  | FDP             | 2023–               | 1979    |           |
| Kaspar Rhyner       | FDP             | 1990–1998           | 1932    |           |
| Fritz Schiesser     | FDP             | 1990–2007           | 1954    |           |
| Fridolin Stucki     | DP/SVP          | 1962–1978           | 1913    | 1996      |
| Rudolf Stüssi       | FDP             | 1946–1962           | 1883    | 1982      |
| Heinrich Trümpy     | Liberale        | 1848–1849           | 1798    | 1866      |
| Niklaus Tschudi     | Liberale        | 1872                | 1814    | 1892      |
| Joseph Weber        | Liberale        | 1849–1884           | 1805    | 1890      |
| Mathias Zopfi       | Grüne           | 2019–               | 1983    |           |
| Esaja Zweifel       | Liberale        | 1884–1893           | 1827    | 1904      |
| Peter Zweifel       | FDP             | 1890–1907           | 1833    | 1907      |

## Quelle
- Datenbank aller Ratsmitglieder